# Podismopsis gelida
Podismopsis gelida är en insektsart som beskrevs av Miram 1931. Podismopsis gelida ingår i släktet Podismopsis och familjen gräshoppor. Inga underarter finns listade i Catalogue of Life.